# ميتشل إتش مارك
ميتشل إتش مارك (بالإنجليزية: Mitchell Mark)‏ هو شخصية أعمال أمريكي، ولد في 1868 في ريتشموند في الولايات المتحدة، وتوفي في 1918 في بوفالو في الولايات المتحدة.